# Talkan
Talkan (perski: تلكان, także w wersji zromanizowanej jako Talkān) wieś w Arshaq-e Gharbi, dystrykcie Moradlu, prowincji Meshgin Shahr, ostanie Ardabil, w Iranie. Według spisu z 2006 roku wieś zamieszkuje 26 osób, tworzących 4 rodziny.